# Hubert Egger (Skilangläufer)
Hubert Egger (* 4. Juni 1927 in Bernau am Chiemsee; † 3. Dezember 2014 in Prien am Chiemsee) war ein deutscher Skilangläufer und Nordischer Kombinierer.

## Karriere
Hubert Egger wurde zweimal Deutscher Meister mit der 4 × 10-km-Staffel und konnte auch einen Meistertitel über 15 km gewinnen. Zudem gewann er bei den Deutschen Nordischen Skimeisterschaften 1951 Bronze über 18 km und wurde Fünfter in der Nordischen Kombination.
Bei den Olympischen Winterspielen 1952 trat er im Rennen über 18 Kilometer an, konnte den Wettkampf jedoch nicht beenden. Mit der deutschen Staffel wurde er über 4 × 10 km Siebter.